# Gare de Poznań Antoninek
La gare de Poznań Antoninek (en polonais : Poznań Antoninek) est une gare ferroviaire polonaise, située sur le territoire de la ville de Poznań.